# Savino Guglielmetti
Savino Guglielmetti (ur. 26 listopada 1911 w Mediolanie, zm. 23 stycznia 2006 tamże) – gimnastyk włoski, mistrz olimpijski.
Uprawiał gimnastykę w mediolańskim klubie Artigianelli od 1920. Od 1927 trenował przez pewien czas w Los Angeles. W 1930 wszedł w skład reprezentacji narodowej Włoch; w 1932 wystąpił na igrzyskach olimpijskich w Los Angeles, sięgając po dwa złote medale – w skoku przez konia i wieloboju drużynowym. Startował jeszcze na dwóch olimpiadach – w Berlinie w 1936 i Londynie w 1948. W Berlinie zajął 5. miejsce w wieloboju drużynowym i 12. miejsce w wieloboju indywidualnym, w Londynie był 5. w wieloboju drużynowym i 30. w wieloboju indywidualnym. Pięciokrotnie sięgał po mistrzostwo Włoch w wieloboju (1934, 1935, 1937, 1938, 1939).
Po zakończeniu kariery zawodniczej pozostał związany z gimnastyką jako trener i działacz. W 1998 został uhonorowany miejscem w Międzynarodowej Gimnastycznej Hall of Fame, a w 2000 otrzymał Order Olimpijski Międzynarodowego Komitetu Olimpijskiego.